# Мария Бакалова
Мария Бакалова е българска актриса, най-известна с филма „Борат 2“. За ролята на Тутар Сагдиев получава номинация за „Оскар“, БАФТА и „Златен глобус“ и става първата българка, номинирана за престижните отличия.

## Детство и образование
Бакалова е родена на 4 юни 1996 г. в Бургас. Като дете взема уроци по пеене и флейта. Впоследствие учи в Националното училище за музикално и сценично изкуство „Панчо Владигеров“ в Бургас, специалност „Актьорско майсторство за драматичен театър“ и втора специалност „Флейта“.

## Театрална кариера
През 2019 г. завършва НАТФИЗ в София в класа на проф. Иван Добчев.
На сцената на Драматичния театър в Пловдив играе в „Опасни връзки“ на режисьора Константин Еленков – мадам дьо Турвел и Сесил Воланж.
През 2021 г. Бакалова е удостоена с почетен „Аскеер“ за „посланик на българското актьорско майсторство и международна изгряваща звезда“.

## Актьорска кариера
Дебютът ѝ е в тийнейджърския „XIIa“ през 2017 г. След това се снима в „Трансгресия“ – за ролята си печели наградата за най-добра актриса на фестивала за алтернативно кино „Алт ФФ“ в Торонто през 2018 г. и получава номинация на „Куин Пам Интернешънъл Филм Фестивал“, и в „Бащата“, спечелил голямата награда на кинофестивалите в Карлови Вари (2019) и Триест (2020). Участва и в няколко епизода на онлайн сериала „Типично“.
Добива популярност с ролята си на Тутар Сагдиев, дъщеря на казахстанския репортер Борат Сагдиев, в комедията „Борат 2“. Предизвиква сензация със сцената, в която взема интервю в интимна обстановка от републиканеца и бивш кмет на Ню Йорк Руди Джулиани. Играта на Бакалова е високо оценена от критиците: списание „Ай Джи Ен“ я нарича „фантастична находка“, а Джъстин Чанг, кинокритик на „Ел Ей Таймс“, обявява изпълнението ѝ за „страхотно“.
През 2021 г. играе в „Жените наистина плачат“ на Весела Казакова в ролята на Соня. Премиерата на филма е на Филмовия фестивал в Кан в категорията „Особен поглед“.
Бакалова участва в новия филм на Джъд Апатоу „The Bubble“ редом до Карън Гилън и Педро Паскал, който ще разказва за група актьори, опитващи се да заснемат филм в коронавирусната пандемия.
През 2023 г. озвучава кучето Космо в „Пазители на Галактиката: Трета част“.
През 2025 г. озвучава Пигтейл в „Лошите момчета 2“.

## Обществена дейност
Бакалова е застъпничка за ЛГБТ права. През юни 2021 г. заснема видео послание в подкрепа на София Прайд.

## Избрана филмография

### Филми
| Година | Заглавие                       | Роля             |
| ------ | ------------------------------ | ---------------- |
| 2017   | XIIa                           | Милена           |
| 2018   | Ангели                         | Ангела           |
| 2018   | Трансгресия                    | Яна              |
| 2019   | По стечение на обстоятелствата | Момиче в такси   |
| 2019   | Dream_Girl                     | Момиче мечта     |
| 2019   | Бащата                         | Валентина        |
| 2020   | Борат 2                        | Тутар Сагдиев    |
| 2021   | Жените наистина плачат         | Соня             |
| 2021   | Като за последно               | Александра       |
| 2022   | Убийствена игра                | Бий              |
| 2022   | The Bubble                     | Аника            |
| 2024   | Стажантът                      | Ивана Тръмп      |
| 2024   | Триумф                         | Слава Платникова |

### Роли в озвучаването
| Година | Заглавие                            | Роля    |
| ------ | ----------------------------------- | ------- |
| 2023   | Пазители на Галактиката: Трета част | Космо   |
| 2025   | Лошите момчета 2                    | Pigtail |

### Сериали
| Година | Заглавие | Роля         | Бележки   |
| ------ | -------- | ------------ | --------- |
| 2015   | Типично  | Мария        | 4 епизода |
| 2017   | Gomorrah | Амика Елвана | 1 епизод  |

## Награди и номинации

### Награди
| Година | Награда              | Категория                           | Филм    |
| ------ | -------------------- | ----------------------------------- | ------- |
| 2021   | Изборът на критиците | Най-добра актриса в поддържаща роля | Борат 2 |

### Номинации
| Година | Награда                 | Категория                               | Филм    |
| ------ | ----------------------- | --------------------------------------- | ------- |
| 2021   | „Оскар“                 | Най-добра актриса в поддържаща роля     | Борат 2 |
| 2021   | „Златен глобус“         | Най-добра актриса в мюзикъл или комедия | Борат 2 |
| 2021   | Гилдия на киноактьорите | Най-добра актриса в поддържаща роля     | Борат 2 |
| 2021   | БАФТА                   | Най-добра актриса в поддържаща роля     | Борат 2 |